# ディディエ・アンギボー
ディディエ・アンギボー（Didier Angibeaud-Nguidjol、1974年10月8日 - ）は、カメルーンの元サッカー選手。元カメルーン代表。ポジションはミッドフィールダー。

## 来歴
1998年5月に親善試合でカメルーン代表デビュー。翌月の1998 FIFAワールドカップではグループステージ全3試合に出場した。カメルーン代表で通算6試合に出場した。

## 代表歴

### 出場大会
- カメルーン代表
  - 1998 FIFAワールドカップ

### 試合数
- 国際Aマッチ 6試合 0得点（1998年）[1]

| カメルーン代表 | 国際Aマッチ | 国際Aマッチ |
| 年             | 出場        | 得点        |
| -------------- | ----------- | ----------- |
| 1998           | 6           | 0           |
| 通算           | 6           | 0           |